# Acacia exuvialis
Acacia exuvialis é uma espécie de leguminosa do gênero Acacia, pertencente à família Fabaceae.